# 平和不動産
平和不動産株式会社（へいわふどうさん、英: HEIWA REAL ESTATE CO.,LTD.）は、東京都中央区日本橋兜町に本社を置く、証券取引所設備の賃貸を軸にする不動産会社。東証プライム上場。大成建設の持分法適用関連会社。

## 概要
1947年（昭和22年）4月の日本証券取引所解散をうけ、証券会社各社の出資で発足した。
現在は、不動産開発、宅地分譲やマンション分譲、ショッピングセンターなどのデベロッパー事業も展開している。
東京証券取引所プライム市場に上場し、日経平均株価の構成銘柄でもある。かつては東証の特定銘柄（撃柝売買対象銘柄）でもあった。メインバンクはりそな銀行。
2011年（平成23年）2月に三菱地所との間で、資本業務提携契約を締結した。
完全子会社の平和不動産アセットマネジメントがJ-REITである平和不動産リート投資法人を運用している。

## 沿革
- 1947年 - 日本証券取引所の解散等に関する法律公布。
- 1947年4月16日 - 日証解散。
- 1947年7月15日 - 旧日証が所有していた証券取引所建物などの現物出資を受け平和不動産設立。
- 1949年5月16日 - 証券取引所再開。東京証券取引所市場館、大阪証券取引所市場館、名古屋証券会館の賃貸を開始。東京・大阪・名古屋の3証券取引所に上場。
- 1965年4月 - 宅地分譲事業に参入。以後1977年に戸建住宅分譲、1980年にマンション分譲に進出
- 1984年12月 - 新「東京証券取引所ビル」（新市場館）完成。
- 1988年5月 - 東京証券取引所ビル（新本館）完成。
- 1993年10月 - 「大丸京都店西館共同ビル」完成。商業ビル事業に乗り出す。
- 2000年11月 - 初のショッピングモール「東大阪花園ショッピングセンター」完成。イトーヨーカドーなどを誘致。
- 2004年12月 - 新「大阪証券取引所ビル」完成。
- 2006年8月 - 札幌支店開設。
- 2007年8月 - 「名古屋証券取引所ビル」完成。
- 2010年2月24日 - 「セントライズ栄」完成。
- 2012年1月 - 「一番町平和ビル」完成。
- 2013年1月17日 - 株式会社東京証券会館を連結子会社化。
- 2024年6月7日 - 大成建設との間で資本業務提携を締結。今後、同社による株式の追加取得により、筆頭株主並びに持分法適用会社になる予定[3]。

## 歴代社長
| 代 | 氏名       | 在任期間        | 出身校                       | 備考 |
| -- | ---------- | --------------- | ---------------------------- | ---- |
| 1  | 藍澤彌八   | 1947年 - 1967年 | 日本法律学校（現・日本大学） |      |
| 2  | 小林光次   | 1967年 - 1971年 |                              |      |
| 3  | 田口真二   | 1971年 - 1977年 | 慶應義塾大学経済学部         |      |
| 4  | 相原正一郎 | 1977年 - 1987年 | 京都帝国大学経済学部         |      |
| 5  | 河本国雄   | 1987年 - 1994年 | 東北大学法文学部経済学科     |      |
| 6  | 新谷勝     | 1994年 - 1999年 | 東京大学法学部               |      |
| 7  | 井阪健一   | 1999年 - 2006年 | 大阪経済大学経済学部         |      |
| 8  | 金原策太郎 | 2006年 - 2010年 | 慶應義塾大学商学部           |      |
| 9  | 吉野貞雄   | 2010年 - 2013年 | 明治大学商学部               |      |
| 10 | 岩熊博之   | 2013年 - 2019年 | 明治大学商学部               |      |
| 11 | 土本清幸   | 2019年 -        | 慶應義塾大学経済学部         |      |

## 主な所有施設

### 東京（兜町・茅場町地区）
- 東京証券取引所ビル
- 日証館 - 本社社屋でもある。
- 兜町平和ビル
- KABUTO ONE
- 茅場町一丁目平和ビル

### 東京（その他）・横浜
- 三田平和ビル（東京都港区）
- 内幸町平和ビル（東京都千代田区）
- 代官山アドレス・ディセ（東京都渋谷区）
- イオン昭島ショッピングセンター（東京都昭島市）
- 横浜平和ビル（横浜市中区）

### 京阪神
- 大阪証券取引所ビル（大阪市中央区）
- 大阪平和ビル（大阪市中央区）
- 京都証券ビル（京都市中京区 旧京都証券取引所跡地）
- 大丸京都店西館共同ビル（京都市中京区）
- 大丸京都店北館共同ビル（京都市中京区）
- 神戸旧居留地平和ビル（神戸市中央区）
- 東大阪花園ショッピングセンター（大阪府東大阪市）
- 大阪御堂筋ビル（大阪市中央区）

### 名古屋
- 名古屋証券取引所ビル（名古屋市中区）
- 名古屋証券会館（名古屋市中区 2007年9月閉鎖）
- 名古屋平和ビル（名古屋市中区 旧名古屋証券取引所市場館跡地南半部）
- 伊勢町平和ビル（名古屋市中区）
- 栄ミナミ平和ビル（名古屋市中区）
- セントライズ栄（名古屋市中区） - 旧名古屋証券ビルと名古屋証券会館の跡地に建設。

### 福岡
- 福岡証券ビル（福岡市中央区）
- 福岡平和ビル（福岡市中央区）
- 天神三丁目平和ビル（福岡市中央区）
- 天神平和ビル（福岡市中央区）

### 札幌
- 道銀ビルディング（札幌市中央区）
- 札幌駅前合同ビル（札幌市中央区）
- 新大通ビルディング（札幌市中央区）

### その他
- 一番町平和ビル（仙台市青葉区、旧佐々重ビル） - 旧ビルを現称に改称後、同地で建て替え。
- 平和不動産新潟ビル（新潟市中央区、旧新潟証券取引所）
- 平和不動産広島ビル（広島市中区、旧広島証券取引所）

## 主な開発事業
- 流山平和台（千葉県流山市・宅地分譲）
  - 流山線平和台駅
- 鶴川平和台（東京都町田市、神奈川県川崎市・宅地分譲）
  - 小田急線鶴川駅
- 布佐平和台（千葉県我孫子市・宅地/戸建住宅分譲）
  - JR成田線布佐駅

## 提供番組
- 平和不動産 presents CURIOCITY（TOKYO FM、2022年4月 - ）